# Ecotipo

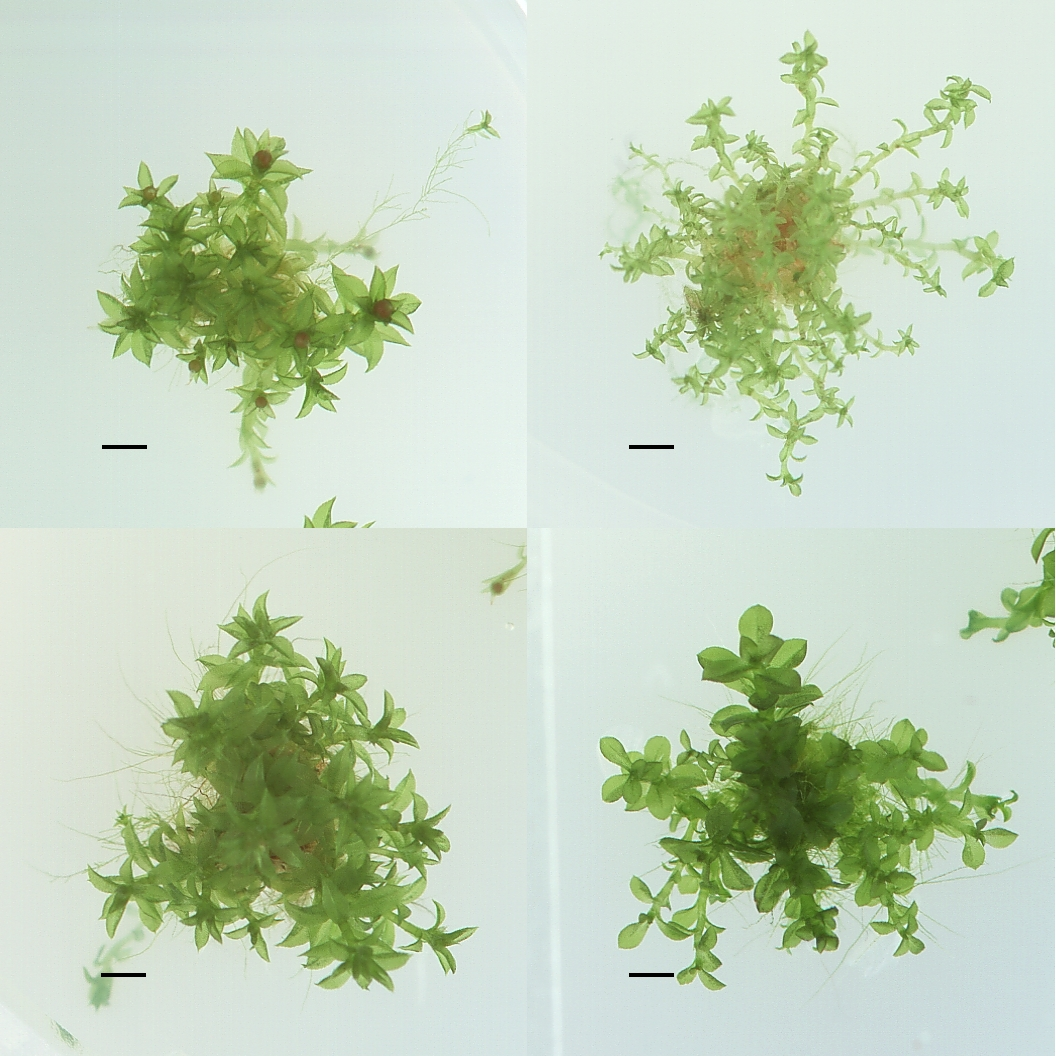
Ecotipo

Un ecotipo è una distinta popolazione di un animale, una pianta o un altro organismo che è strettamente collegata nelle sue caratteristiche all'ambiente ecologico in cui vive. L'ecotipo è una popolazione geneticamente omogenea, ottenuta con la selezione massale in un contesto territoriale circoscritto (comprensorio, regione). L'identità degli ecotipi è perciò associata al territorio ed è l'espressione dell'interazione fra il germoplasma di una specie con le specifiche condizioni ambientali di una regione e con l'influenza dell'uomo.
Il termine ecotipo è stato coniato nel 1922 dal botanico svedese Göte Turesson. Un ecotipo, come tale, non ha nessuna posizione tassonomica.

## Importanza
Pur non presentando un'identità sistematica definita, gli ecotipi sono spesso di notevole importanza agronomica ed economica, in quanto impiegati sia per la conservazione del germoplasma e la tutela della biodiversità genetica, sia per la valorizzazione di prodotti tipici regionali.

## Esempi

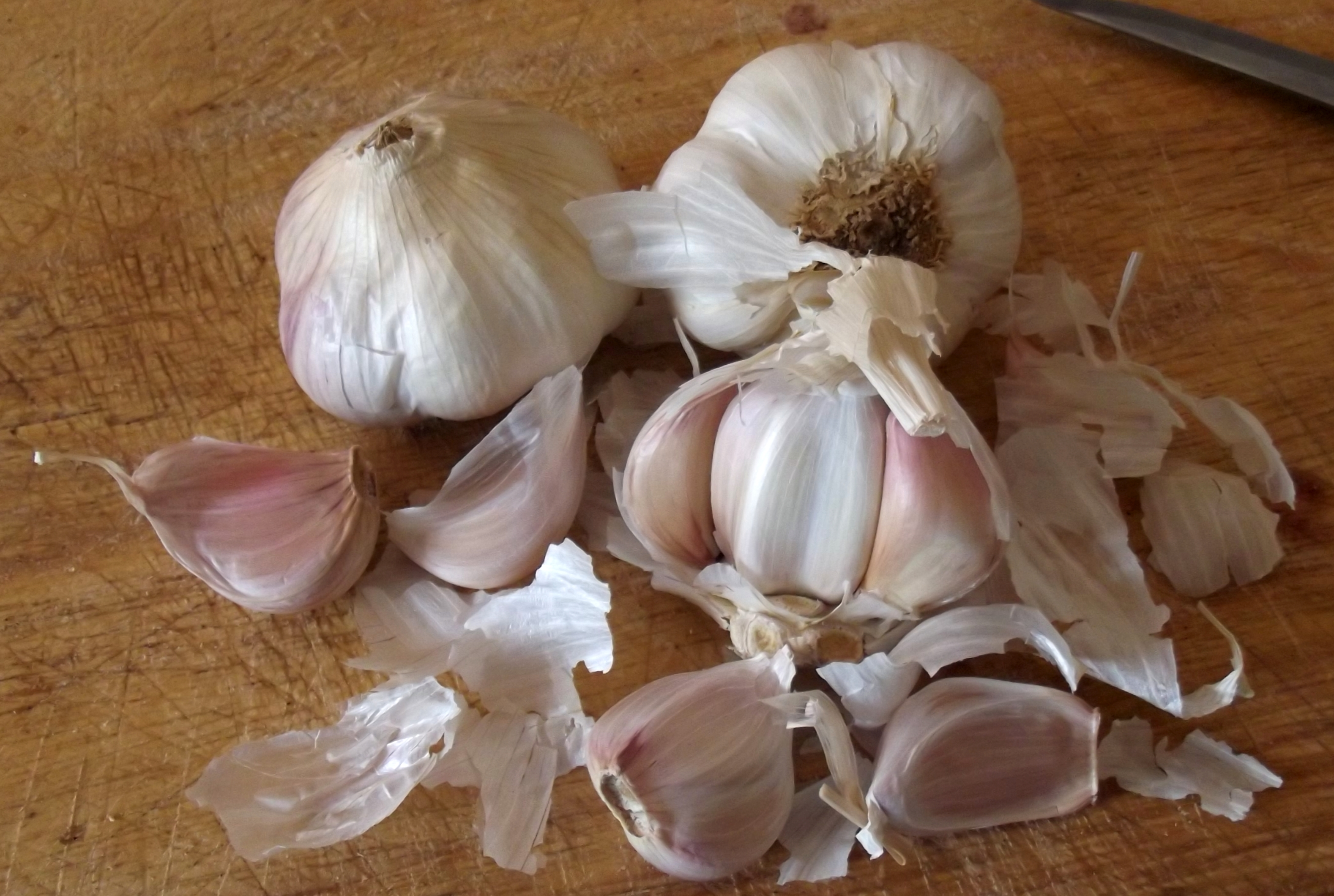
Aglio di Voghiera, un ecotipo di Allium sativum L..

Il carosello è un ecotipo del melone.
Per esempio, è comunemente accettato che il delfino tucuxi (Sotalia fluviatilis) ha due ecotipi - un ecotipo fluviale che vive in alcuni fiumi dell'America Latina, come il Rio delle Amazzoni, e un ecotipo pelagico trovato nell'oceano Atlantico meridionale. Anche il tursiope (Tursiops truncatus) presenta due ecotipi nell'Oceano Atlantico settentrionale: uno vive lungo le coste, l'altro in mare aperto.